# Tom Bosley
Thomas Edward "Tom" Bosley, född 1 oktober 1927 i Chicago, Illinois, död 19 oktober 2010 i Palm Springs, Kalifornien, var en amerikansk skådespelare.
Bosley är mest känd som Howard Cunningham, fadern i TV-serien Gänget och jag. Han är också känd som den återkommande polisen Amos Tupper i Mord och inga visor och för huvudrollen som den katolske prästen Frank Dowling i Fader Dowlings mysterier. Utöver TV-serier har Bosley spelat på film och på scen, samt agerat röstskådespelare.
Bosley drabbades av hjärtsvikt och avled den 19 oktober 2010. Enligt sin agent ska han under en längre tid ha lidit av lungcancer.

## Filmografi i urval
- 1968 - Smart (TV-serie)
- 1968-1969 - Bröderna Cartwright (TV-serie)
- 1969 - Gänget (TV-serie)
- 1970 - The Bill Cosby Show (TV-serie)
- 1970-1973 - Love, American Style (TV-serie)
- 1971 - På farligt uppdrag (TV-serie)
- 1974-1984 - Gänget och jag (TV-serie)
- 1976, 1982-1987 - Kärlek ombord (TV-serie)
- 1984-1988 - Mord och inga visor (TV-serie)
- 1986-1987 - Hotellet (TV-serie)
- 1987 - Pinocchio och nattens furste (röst)
- 1989-1991 - Fader Dowlings mysterier (TV-serie)
- 1994 - Mord, mina herrar (TV-serie)
- 1999 - Morgondagens hjälte (TV-serie)
- 2001 - Cityakuten (TV-serie)
- 2005 - One Tree Hill (TV-serie)
- 2006 - That '70s Show (TV-serie)